# アドバンスト・スコードリーダー
アドバンスト・スコードリーダー（Advanced Squad Leader、ASL） とは、伝統的なウォー・シミュレーションゲームに分類されるボードゲームであり、主として第二次世界大戦に起きた地上戦闘を再現するものである。

## 概要
アドバンスト・スコードリーダー（以下、ASLと表記）とは、ボード版のウォー・シミュレーションゲームであり、主として第二次世界大戦の中隊～大隊規模の地上戦闘を再現する、精緻なゲームシステムである。原則2人でプレイするが、専用モジュールによりソリテアプレイも可能である。ASLの中核となる商品は、単独販売されているASLルールブックと、12種類のモジュールである。
ASLモジュールとは、ASLのプレイに使う標準ツールであり、マップ（地図盤）、コマ、シナリオリーカード、ダイスが箱に収められたものである。マップは、射撃や移動を規定する六角形のマス目（ヘクス）で区切られ、種々の地形が描かれている。コマは、分隊、兵士、操作班、支援火器、重火器、車両を表すユニットと、ユニットや地形の状態などを表すマーカーに大別できる。コマの大きさは1辺が1/2インチのものとより大きい5/8インチのものがあり、歩兵は1/2インチで牽引砲と車両は5/8インチのサイズである。各シナリオは1枚の紙のシートに書かれており、ゲームの長さ（ターン数）、使用するマップとその配置、使用するカウンター、天候などの特別ルール（SSR）、勝利条件が明記されている。プレイヤーは、シナリオに記載された勝利条件を達成すべく、マップ上に置かれたユニットを移動・攻撃させてゲームを進める。
モジュールやシナリオは、正規のメーカー（マルチマン・パブリッシング）から販売されている公式なものと、いわゆるサードパーティーや私的団体または個人が制作した非公式なものとがある。非公式なものを含めるとシナリオ数は2000を超えるといわれている。さらに、ルールブックのH章では、ポイント（BVP）を消費してユニットなどを購入してまったく独自のシナリオ（DYOシナリオ）を作成するための手引きが扱われている。
標準のモジュールとは別のコンセプトの商品もリリースされており、これにはデラックスASL（DASL）やヒストリカルASL（HASL）、ソリテアASL（SASL）、ASLスターターキット（ASLSK）がある。また、本職がプログラマーであるロドニー・キニーが開発したVASLがある。これはASLをネット対戦できるようにしたシェアウェアである。
ASLのプレイヤー数は、年に1、2回しか対戦しない、いわゆる「同窓会ゲーマー」や、簡易版のスターターキットだけをプレイする者も含めれば、英語圏を中心に数百人、日本人に絞ると40～50人はいると推測される。年に数十対戦はこなす熱心なプレイヤーは、俗にASLer（アスラー）と呼ばれるが、世界的にみても人数は限られている。

## 歴史
ASLの一連の商品の第一弾であるルールブックが発売されたのは1985年のことである。開発・発売元はアメリカのウォーゲームメーカー老舗、アバロンヒル社である。ASLには前身の商品であるSquad Leader（スコードリーダー:日本語版（ホビージャパン版）の商品名は「戦闘指揮官」）シリーズがあり、ASLはこれを改定・発展させたものといえる。
以降、ドイツ、ソ連、フィンランドの地上兵力のユニットおよび主要マーカーが収められたビヨンド・バラー（Beyond Valor）を皮切りに、様々なモジュールがリリースされてゆく。日本国内においてはアバロン・ヒル社商品の総販売元であるホビージャパンが、ASLのルール翻訳版やモジュールを日本国内の小売店に卸した。ただし、1980年代後半からボード版ウォーゲームの衰退に伴い購買人口が減少しはじめたため、コストのかさむ翻訳がなされたのは基本ルールのみにとどまっている（ホビージャパンは最終的に、ボード版ウォーゲームの輸入販売事業から手を引くことになる）。
1998年に、ビッグタイム・ソフトウェア社がASLのパソコンゲーム化を企画した。しかし、諸事情から開発計画は頓挫し、同社は代わりにコンバット・ミッションというPCウォーゲームを開発、市場的に成功を収めることになる。コンバット・ミッションはASLとは全く異なった3Dゲームであるが、第二次世界大戦における戦術レベルの地上戦を細かい部分までシミュレートしている点では共通するものがある。
1998年に、大手玩具メーカであるハズブロ社がアバロンヒルを買収し、ゲーム開発や販売の権利も取得した。ただしハズブロはモノポリーに象徴されるように、低年齢層でも短時間でプレイできるゲームのラインナップにしか関心を示さず、ASLは存亡の危機に立たされることになった。1999年1月、マルチマン・パブリッシング社（MMP社）がハズブロと提携を結び、ASLシリーズの生産と新規開発を引き継ぐこととなった。こうして、ASLは市場から淘汰されることは免れることになる。ASLの開発販売がMMPに引き継がれてから、新たにリリースされた商品には、ASLルールブック第2版、フォー・キング・アンド・カントリー（For King and Country）モジュールなどがある。

## ルール

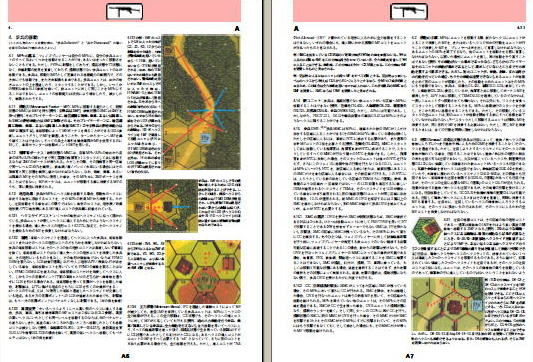
ASLルール日本語版の一部

ASLをプレイするために必要な基本ルールは、単体で発売されているルールブックに収録されている。2001年にMMPは第2版のルールブックを発売したが、これは1985年に出たルールブックのごく一部を改定したものである。
第2版ルールのリリース後に、さらにごく若干の基本ルールが改定され、2006年に発売されたアーミーズ・オブ・オブリビョン（Armies of Oblivion）モジュールにその改定ページが収録されている。
第2版ルール（A～D章）は、MMPの許諾を得てごく少数の個人からなる日本人のチームが翻訳を行い、2006年4月よりインターネットを介してPDFファイル形式で無償で公開している（右図）。

### 基本ルール
基本ルールはA章からD章の4つの章から構成され、以下の内容が含まれる。
- A章：主に歩兵の移動と戦闘に関するルール。機関銃や爆薬といった歩兵火器の説明もこの章でなされている。
- B章：種々の自然地形や橋梁といった人工構造物に関するルール。
- C章：主に砲撃支援や牽引砲や特殊弾薬に関するルール。
- D章：主に車両の移動と戦闘に関するルール。

以上のルールにより、欧州戦域の大半のシナリオがプレイ可能となる。

### 上級ルール
ASLルールブックに追補される形で、様々な「上級」ルールがいくつかのモジュールに同梱されている。上級ルールを把握することで、夜戦や太平洋の島嶼戦闘を扱ったシナリオをプレイすることが可能となる。
- E章：夜間戦闘、天候、尋問、航空支援、空挺降下、弾幕砲火などのルールを扱う。ヤンクス（Yanks）モジュールに収録されていたが、後に第2版ルールブックに統合される。
- F章：主に北アフリカの砂漠地形に関するルール。ウェスト・オブ・アラメイン（West of Alamain）に収録されていたが、このモジュールは絶版となっている。
- G章：日本軍、中国軍、太平洋戦域に駐屯する米陸軍や米海兵隊、太平洋戦域の地形、上陸戦闘などに関するルールを扱う。前半はコード・オブ・ブシドー（Code of Bushido）に、後半はガンホー（Gung Ho!）に収められている。
- H章：車両や牽引砲に関する備考やデータを網羅するが、各モジュールに分散している。また、DYOシナリオに関するルールも扱うが、これはルールブックに収録されている。

## 標準モジュール
ASLをプレイするには、ルールブックに加えてモジュールを購入する必要がある。モジュールは全て購入する必要は必ずしもない。例えば、ビヨンド・バラーがあれば、ドイツ軍とソ連軍の戦闘を扱うシナリオをいくつかプレイすることができる。しかし、サイパン上陸戦のシナリオをプレイしたければ、（主要マーカーが収められている）ビヨンド・バラーに加え、日米のユニットやルールが収められたヤンクス、コード・オブ・ブシドー、ガンホーが必要となる。いずれのモジュールも抜き型印刷されたユニット、マップ、シナリオカード、場合によっては追補のルールやサイコロ（ダイス）が箱に収められている。箱は表にミリタリー・アートの第一人者であるデイビッド・ペントランドのイラストが印刷され、裏にはモジュールの概要が記載されている。箱そのものは、内容物を収納する以外の機能は持たないが、ダイスを転がす「ダイスサーバー」として利用するプレイヤーもいる。
ASLの標準モジュールは、以下のように12品目ある。
ビヨンド・バラー (Beyond Valor)
ドイツ軍とソ連軍の車両も含めた各種ユニット、パルチザンやフィンランド軍の歩兵ユニットや火器カウンター、E章ルールもカバーした各種マーカーとマップ、シナリオが収められている。
パラトルーパー (Paratrooper)
アメリカ軍の空挺歩兵とドイツ軍歩兵のユニットがメインに収められている。また関連したシナリオが収められている。スターターキットが発売されるまでは、本モジュールが初心者向けという触れ込みであった。
ヤンクス (Yanks)
大半のアメリカ軍ユニットが収められている。また、夜戦などE章ルールを使用したシナリオも入っているが、これは旧版ではE章ルールが収録されていたことの名残である。
パルチザン (Partisan!)
枢軸軍中小国の歩兵ユニットや火器カウンターおよび関連したシナリオ収められている。これと同じものが、後年発売されたアーミーズ・オブ・オブリビョンに再録されているため、本モジュールは絶版の予定である。
ウェスト・オブ・アラメイン (West of Alamein)
イギリス軍ユニットが収められ、また北アフリカの砂漠戦を扱うF章ルールや関連するマップとシナリオが収録されている。本モジュールは完全な絶版となっており、「イギリス軍モジュール」は、フォー・キング・アンド・カントリーに引き継がれている。
ザ・ラスト・フラー (The Last Hurrah)
連合軍中小国ユニットが収められている。シナリオは、騎兵を使用するものが多いのが特徴となっている。
ホロー・レギオンズ (Hollow Legions)
イタリア軍ユニットとそれに関連したシナリオが収められており、ウェスト・オブ・アラメインに続いて追加の砂漠マップが入っている。
コード・オブ・ブシドー (Code of Bushido)
日本軍ユニットと太平洋戦域のシナリオをプレイするために必要なG章ルールの前半が収められている。また関連したシナリオもついている。
ガンホー (Gung Ho!)
中国軍と米海兵隊および太平洋戦域の米陸軍のユニットが収められている。また、上陸戦などを網羅したG章ルールの後半がついている。また関連したシナリオもついている。
クロワ・ド・ゲール (Croix de Guerre)
フランス軍ユニットおよび関連したシナリオが収められている。
ドゥームド・バタリオンズ (Doomed Battalions)
連合軍中小国の車両や砲兵器ユニットおよび関連したシナリオが収められている。
フォー・キング・アンド・カントリー (For King and Country)
絶版となったウェスト・オブ・アラメインを引き継ぎ、イギリス軍ユニットおよび関連したシナリオが収められている。ただし、砂漠戦に関するルールやシナリオはフォローされていない。これについては新たなモジュールで扱う予定だという。
アーミーズ・オブ・オブリビョン (Armies of Oblivion)
枢軸軍中小国のユニットおよび関連したシナリオが収められている。
ハッカ・パーレ (Hakkaa Päälle)
フィンランド軍のユニットおよび関連したシナリオが収められている。

## カウンター
ASLで使用する駒（カウンター）は、正方形の厚紙に兵士などの絵柄と各種能力および特性を抽象的に表す英数字を印刷したものである。カウンターのうちユニットと称されるものは、歩兵部隊や車両を表し、マーカーと称されるものはユニットの上ないしはマップに置いて、補助的な情報を明示するために使う。例えば、準備射撃を行ったユニットには、「準備射撃マーカー」を乗せて、このユニットが既に射撃を済ませていることを示す。さらに、カウンターは一辺の長さが5/8インチにものと1/2インチのものがある。一般的に、歩兵や支援兵器は1/2インチのサイズであり、車両や牽引砲は5/8インチのサイズである。ユニットは所属する国別に色分けされている。例えば、ドイツ軍ユニットであれば薄い青色で、ソ連軍であれば黄土色である。また、ユニットには表と裏があり、歩兵の場合は、裏面は混乱した状態を、車両であれば裏面は破壊されて残骸となっている状態を示す。カウンターは、購入時は抜き型印刷されているため、使用前にカッターで一つずつ切り離す必要がある。また、多数のカウンターを種類別に収納するため仕切りのついた箱（トレイ）を各自用意する必要がある（モジュールにはトレイは含まれていない）。

## マップとオーバーレイ
マップ（地図盤）とは、建物や河川などといった種々の構造物や地形の上面図が、幾分抽象的に描かれた長方形の厚紙を指す。またこれは、六角形のマス（ヘクス）によって隙間なく整然と区画されている。マップは、囲碁・将棋でいえばちょうど「盤」にあたるもので、この上に「駒」であるユニットを配置して対戦する。ヘクスはこれらユニットの位置を規定し、移動可能距離や射程を算出するためのものである。
多くのシナリオでは、複数のマップをつなげて対戦する。一般につなげるマップの数が多ければ、使用するユニットも多くなり、時間のかかる大規模な対戦となる。
シナリオによっては、マップに加えてオーバーレイを使用する。オーバーレイとは、見た目はマップの断片であるが、これはマップの上に（両面マスキングテープなどで）固定して使う。これによって、マップの地形にバリエーションをもたせることができる。

## シナリオ
各モジュールには何枚かのシナリオカードが収められている。シナリオカードとは、A4サイズの厚紙に、ASLの対戦に必要なルール以外の情報が印刷されたものである。プレイヤーは、シナリオカードの指示に従って、マップを置き、その上にユニットを並べ、シナリオに記載の勝利条件を目指して対戦する。

## ダイス (サイコロ)
ASLでは、色付きと白の2個の6面体ダイスを使用して、対戦中に生じるランダムな事象を判定する。多くの場合、2個のダイスを同時に振って足し合わせた数値（2～12のいずれかとなる）を使うが、事象によっては1個のダイスで済ますものもある。各モジュールにはあらかじめダイスがついているが、6面体ダイスであれば、各自の好みで市販されているダイスで代用しても構わない。

## その他の必要な備品
モジュールには含まれていないが、ASLのプレイに必要なものを以下にあげる。

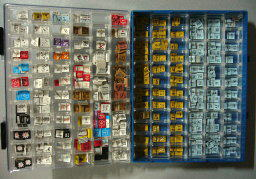
工具箱を利用したカウンタートレイ

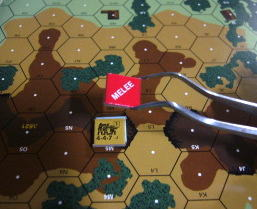
先曲がりピンセット

カウンタートレイ
切り離したカウンターの種類はかなり多いため、仕切りのたくさんついた箱が必要となる。この箱をカウンタートレイと呼ぶ。市販されているウォーゲーム専用のトレイの他に、工具箱を利用するプレイヤーもいる（右図）。
ダイスサーバー
振ったダイスは、予想外に長い距離を転がることがあるため、ダイスサーバーを使用することが望ましい。これは専用のものを使う必要はなく、底の浅い茶碗などといった容器で十分代用できる。勢いよく振ったせいで、ダイスサーバーから飛び出ていったダイスの目は無効とされ、振りなおしとなる。
糸
モジュールには含まれていないが、対戦では糸を用意する必要がある。これは、敵味方ユニット同士のLOS（視認線）が通っているかどうかが不確かな場合、二点間に糸を張って確認するために使う。ルールでは糸の太さや種類について指示していないが、極力細いものが望ましい。
メモ用紙
シナリオによっては、ユニットをマップ上に置かず、別途その居場所を紙片にメモしておき、対戦相手に位置をまったく分からないようにすることがある。その記録にメモ用紙が必要となる。メモ用紙には、ユニットの種類や配置されているヘクス番号を記入しておき、裏返しにして手元に置く。そして、マップ上に配置する状況となった際に、メモを相手に見せてユニットをマップ上に置く。
先曲がりピンセット
これは必ずしも必要なものではないが、マップ上のユニットを手際よく動かすのに便利な道具である。また、ピンセットを使うことで、手垢でカウンターが汚れるのを防ぐこともできる。
マスキングテープ
これも必需品ではないが、マップの四隅を固定するのにしばしば使われる。これにより、対戦中にマップが不意に動くことを防止することができる。

## VASL
VASLとは、プログラマーを本職とするロドニー・キニー (Rodney Kinney) が開発、頒布しているシェアウェアである。このソフトウェアにより、インターネットを介してASLの対戦が可能である。コンピュータの画面上で電子データ化されたマップやユニットを配置、操作し、遠隔地のプレイヤーと対戦するという違いはあるが、基本的にボード版のASLをそのままソフトウェアに置き換えたものといってよい。ただし、通常のパソコンゲームとは違って対AI戦のソロプレイはできず、砲弾の命中率などを自動計算するものではないため、ルールを習得しておく必要がある。

## その他
- 映画『ファイナル・カウントダウン』の劇中、空母ニミッツ艦内のサロンで、乗組員が興じているのだろうと思われる「スコードリーダー」が登場する。

- 元プロ野球選手のカート・シリングはこのゲームの熱狂的なファンであることで知られる。現役中にASLオクトーバーフェストに参加できなかった時にはポケットマネーで大会を開催している。また、ASLの専門誌を立ち上げて記事やオリジナルシナリオを寄稿するなど筋金入りである。